# 天津水雷学堂
天津水雷学堂，位于天津东局子，1876年由李鸿章奏请朝廷批准建立，是清朝洋务运动时期在天津创办的洋务学堂之一，亦是中国首所水雷学堂，是北洋水师学堂的前身之一。其前身为天津机器制造局附设的电气水雷局，旨在培养水雷技术人才。

## 历史
光绪二年（1876年）四月，为满足对水雷技术人才的需求，李鸿章向朝廷奏请，批准在机器总局内设立电气水雷局，专门培训相关技术人员。光绪三年（1877年），该校试制各种新式水雷。光绪五年（1879年），文瑞兼管天津水雷学堂事务，该校创造了橄榄式水雷。
水雷学堂培养了大量电气水雷技术人才，在甲午战争中发挥了重要作用。例如，学堂毕业生蔡廷幹曾赴美留学，回国后在大沽口炮台任鱼雷艇队管带。